# Massimo Pallottino

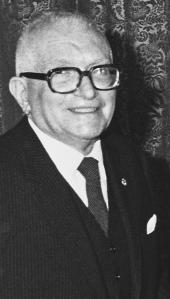
Massimo Pallotino.

Massimo Pallottino (Rome, 9 november 1909 – aldaar, 7 februari 1995) was een vooraanstaand Italiaans archeoloog, gespecialiseerd in de taal en de cultuur van de Etrusken.

## Vroege loopbaan
Pallottino studeerde aan de universiteit La Sapienza in Rome en raakte al vroeg in zijn loopbaan betrokken bij de opgraving van de Apollo-tempel in Veii, een stad op circa 20 kilometer ten noorden van Rome en lange tijd het centrum van de Etruskische cultuur. Deze opgraving was de start van een leven, gewijd aan de studie van de Etruscologie. Al op 23-jarige leeftijd, twee jaar na zijn afstuderen op een scriptie over Tarquinia, werd Pallottino benoemd tot Inspecteur van de Soprintendenza alle Antichità di Roma (de belangrijke overheidsinstantie die belast is met het toezicht op alle opgravingen in en rond Rome) en tot directeur van het Museum van de Villa Giulia. Met zijn kennis van de Etrusken durfde Pallottino het aan om in 1937 een belangrijke aankoop van het Metropolitan Museum of Art in New York, het beeld van de zogenaamde “Etruskische Krijger”, te ontmaskeren als zijnde vals. Pas in 1961 werd overigens algemeen erkend dat Pallottino het bij het rechte eind had voor wat betreft dit beeld.

## Grondlegger van de Etruscologie
In 1942 volgde de publicatie van wat later het handboek van de Etruscologie genoemd werd: in dat jaar verscheen bij uitgeverij Hoepli in Milaan het boek Etruscologia, later in vele talen vertaald. Belangrijkste stelling van Pallottino in deze studie was, dat de Etrusken niet zozeer een import-volk in Italië waren geweest, maar dat het zich als inheemse culturele eenheid had gevormd in het gebied, dat later bekendstond als Etrurië. Pallottino sprak dan ook van de 'vorming' van het Etruskische volk, die heeft plaatsgevonden in prehistorisch Italië gedurende eeuwen. Autochtone bevolkingsgroepen en nieuwkomers vanuit het oostelijke Middellandse Zeegebied kunnen zijn versmolten tot een volk dat in historische tijd als een eenheid werd beschouwd. De vrij sterke culturele verschillen tussen de verschillende steden maken deze visie aannemelijk

## Latere loopbaan
Massimo Pallottino’s loopbaan werd in 1945 bekroond met een hoogleraarschap aan de universiteit La Sapienza in Rome, dat hij vele jaren bekleedde. In de periode 1955-1956 kwam onder Pallottino’s leiding een grote reizende tentoonstelling tot stand over de stand van zaken van de Etruscologie, waardoor een breder publiek met deze tak van wetenschap in contact kwam. Deze tentoonstelling was o.a. in het Gemeentemuseum van Den Haag te zien (van 1 augustus tot 30 september 1955).
In 1980 werd de leerstoel van Pallottino aan La Sapienza overgedragen aan een van zijn vele leerlingen, dr. Giovanni Colonna. Als emeritus-hoogleraar richtte Massimo Pallottino in 1983 nog wel de PhD-studie Etruscologie aan La Sapienza in.

## Onderscheidingen
Voor zijn baanbrekende werk op het gebied van de Etruscologie ontving Massimo Pallottino een aantal onderscheidingen, waaronder de prestigieuze Balzan Prijs voor Wetenschap en Archeologie (in 1982) en de Erasmusprijs (1984).

## Trivia
Massimo Pallottino is naamgever van het Archeologisch Museum van Melfi, in de zuidelijke Italiaanse regio Basilicata. 
Tot aan zijn dood in 1995 was Pallottino ook enige jaren President van de internationale organisatie ter bevordering van de kennis van Italië en het Italiaans, de Società Dante Alighieri.